# ألفرد بي وولف
ألفرد بي وولف (بالإنجليزية: Alfred P. Wolf) هو كيميائي أمريكي، ولد في 23 فبراير 1923، وتوفي في 1998.